# Nelebrachys aequatus
Nelebrachys aequatus is een insect uit de familie van de mierenleeuwen (Myrmeleontidae), die tot de orde netvleugeligen (Neuroptera) behoort. 
Nelebrachys aequatus is voor het eerst wetenschappelijk beschreven door Navás in 1915.